# Eduardo Vargas Herrera
Eduardo Vargas Herrera (Valparaíso, 4 de mayo de 1933 - Hannover, 18 de enero de 1996) fue un arquitecto chileno y profesor de arquitectura en varias universidades de Chile y Alemania.

## Biografía y obra
Eduardo Vargas Herrera nació el 4 de mayo de 1933 en Valparaíso, como hijo de Alfredo Vargas Stoller, arquitecto y urbanista, y María Herrera Palacios. Vargas estudió arquitectura en la Facultad de Arquitectura y Urbanismo de la Pontificia Universidad Católica de Valparaíso entre 1950 a 1957 y continuó sus estudios entre 1957 a 1958 en la Escuela de Diseño de Ulm.

### Escuela de Diseño de Ulm
En la universidad, Max Bill y Horst Rittel lo influyeron y la orientación matemática del método científico de Rittel se conectaba con sus conocimientos previos y marcó el camino para su futuro desarrollo. En la universidad también conoció a Cornelia Vargas (nacida Cornelia Koch), ella era estudiante en el departamento de información. En 1958 Eduardo Vargas y Cornelia Koch se casaron. Ambos siguieron a Max Bill después de su retiro como director de la Escuela de Diseño de Ulm y trabajaron en su estudio en Zúrich en 1959.

### Carrera profesional

#### Valparaíso
Tras su regreso a Chile en 1960, Vargas se dedicó principalmente a la construcción de viviendas sociales y desarrolló un modelo de viviendas cooperativas que se realizó primeramente entre Valparaíso y Viña del Mar, específicamente en la parte alta de los cerros Recreo, Esperanza y Los Placeres. En esta fase inicial se planificaron y se construyeron 2.000 viviendas con la participación activa de los futuros habitantes, y se implementó en algunas cooperativas la autoconstrucción asistida por equipos de profesionales. Las primeras casas son construcciones pareadas de un piso, de 70 m2 con dos patios que permiten su posterior ampliación. El diseño modular permitió el uso de elementos prefabricados, lo que redujo el costo y permitió la construcción del metraje mencionado.
El éxito del proyecto piloto continuó, cuando el presidente Eduardo Frei Montalva creó el Ministerio de Vivienda y Urbanismo en 1965. Eduardo Vargas fue designado como primer Delegado Zonal del Ministerio para la Provincia de Valparaíso y Aconcagua, una nueva y única experiencia de descentralización de poder, recursos financieros y humanos. Una tarea fue liderar la reconstrucción después del terremoto de 1965. Trabajando para el ministerio, se logró la construcción de 30.000 viviendas en los próximos 3 años.
En 1966, los estudiantes de la facultad de arquitectura de la Universidad de Chile en Valparaíso se acercaron a él y le pidieron que se convirtiera en profesor de arquitectura y urbanismo en su facultad. Vargas fue nombrado profesor de Arquitectura y Planificación Urbana en la Universidad de Chile, cargo que ocupó hasta 1977.
En 1969 asumió también el cargo de director del canal de televisión Canal 4 (UCV TV), canal de televisión de la Pontificia Universidad Católica de Valparaíso, Vargas reestructuró el canal en una corporación de derecho público con una función educativa. En los siguientes años, se logró expandir el alcance de la señal y se aumentó el número de televidentes de 500.000 a 3.000.000. La reestructuración de la administración permitió reorganizar las finanzas y se gestionó la cooperación con instituciones culturales extranjeras para formar y profesionalizar a su personal a través de becas en Estados Unidos, Inglaterra, Francia, Italia, España y Alemania.

#### Universidad de Hannover
En 1975 la familia Vargas-Koch se exilió en Alemania, dónde Vargas fue nombrado profesor de la Universidad de Hannover y recibió la Cruz Federal al Mérito. En la universidad trabajó en el Instituto de Teoría de la Arquitectura, un tema central de su enseñanza e investigación fueron los métodos de diseño y el diseño en países en vías de desarrollo.

#### Universidad de Los Lagos y Universidad de Santa María
En 1993 Eduardo Vargas fue invitado a dirigir y cofundar una nueva escuela de arquitectura en el sur de Chile, en la Universidad de Los Lagos. En los siguientes años, viajó ida y vuelta entre Alemania y Chile, y en 1995 también desarrolló el concepto para la fundación del Departamento de Arquitectura de la Universidad Técnica Federico Santa María en Valparaíso.
Eduardo Vargas Herrera murió en Hannover en enero de 1996. La familia y colegas desarrollaron la exposición “El Espacio Social. La enseñanza de Eduardo Vargas” que fue expuesta en diversas universidades de Chile. En 2020 se inauguró en la ciudad alemana de Hannover una calle que lleva su nombre.